# Критическая точка (термодинамика)
Критическая точка фазового равновесия — точка на диаграмме состояния веществ, соответствующая критическому состоянию, то есть конечная точка кривой сосуществования фаз, в котором две (или более) фазы, находящиеся в термодинамическом равновесии, становятся тождественными по своим свойствам. В частности, с приближением к критическому состоянию различия в плотности, составе и других свойствах сосуществующих фаз, а также теплота фазового перехода и межфазное поверхностное натяжение уменьшаются, а в критической точке равны нулю. В окрестности критической точки наблюдаются критические явления.
В однокомпонентной системе в критической точке исчезает двухфазное состояние вещества и возникает новое состояние — критическое (критическая фаза). На диаграмме состояния однокомпонентной системы существует лишь одна критическая точка равновесия жидкость — газ, характеризующаяся индивидуальными для каждого вещества значениями критических параметров: критической температуры фазового равновесия, критического давления, критического удельного объёма. В литературе вместо критического удельного объёма иногда указывают критическую плотность вещества
{\displaystyle \rho _{\mathrm {crit} }\equiv {\frac {M}{V_{\mathrm {crit} }}}},
где ρcrit — критическая плотность вещества, г/см³; M — молярная масса вещества, г/моль; Vcrit — критический удельный объём вещества, см³/моль.
При температуре выше критической газ невозможно перевести в жидкое состояние ни при каком давлении. 
У смесей или растворов следует различать критическую точку равновесия жидкость — пар и критическую точку равновесия фаз различного состава, находящихся в одном агрегатном состоянии (жидкость — жидкость, газ — газ). В связи с этим критическая точка смесей (растворов) дополнительно характеризуется критической концентрацией компонентов. В результате увеличения числа параметров, определяющих состояние системы, у смесей имеется не одна критическая точка, а совокупность критических точек, образующих кривую критических точек (критическую кривую). Пример такой кривой приведён на внешнем изображении 1.

## Физическое значение
В критической точке плотность жидкости и её насыщенного пара становятся равны, а поверхностное натяжение жидкости падает до нуля, поэтому исчезает граница раздела фаз жидкость-пар. Такое состояние называется сверхкритической жидкостью.
Для смеси веществ критическая температура не является постоянной величиной и может быть представлена пространственной кривой (зависящей от пропорции составляющих компонентов), крайними точками которой являются критические температуры чистых веществ — компонентов рассматриваемой смеси.
Критической точке на диаграмме состояния вещества соответствуют предельные точки на кривых равновесия фаз, в окрестностях точки фазовое равновесие нарушается, происходит потеря термодинамической устойчивости по плотности вещества. По одну сторону от критической точки вещество однородно (обычно при {\displaystyle T>T_{\mathrm {crit} }}), а по другую — разделяется на жидкость и пар.
В окрестностях точки наблюдаются критические явления: из-за роста характеристических размеров флуктуаций плотности резко усиливается рассеяние света при прохождении через вещество — при достижении размеров флуктуаций порядков сотен нанометров, то есть длин волн света, вещество становится непрозрачным — наблюдается его критическая опалесценция. Рост флуктуаций приводит также к усилению поглощения звука и росту его дисперсии, изменению характера броуновского движения, аномалиям вязкости, теплопроводности, замедлению установления теплового равновесия и т. п.

На этой типичной фазовой диаграмме граница между жидкой и газообразной фазой изображена в виде кривой, начинающейся в тройной точке, и заканчивающейся в критической точке

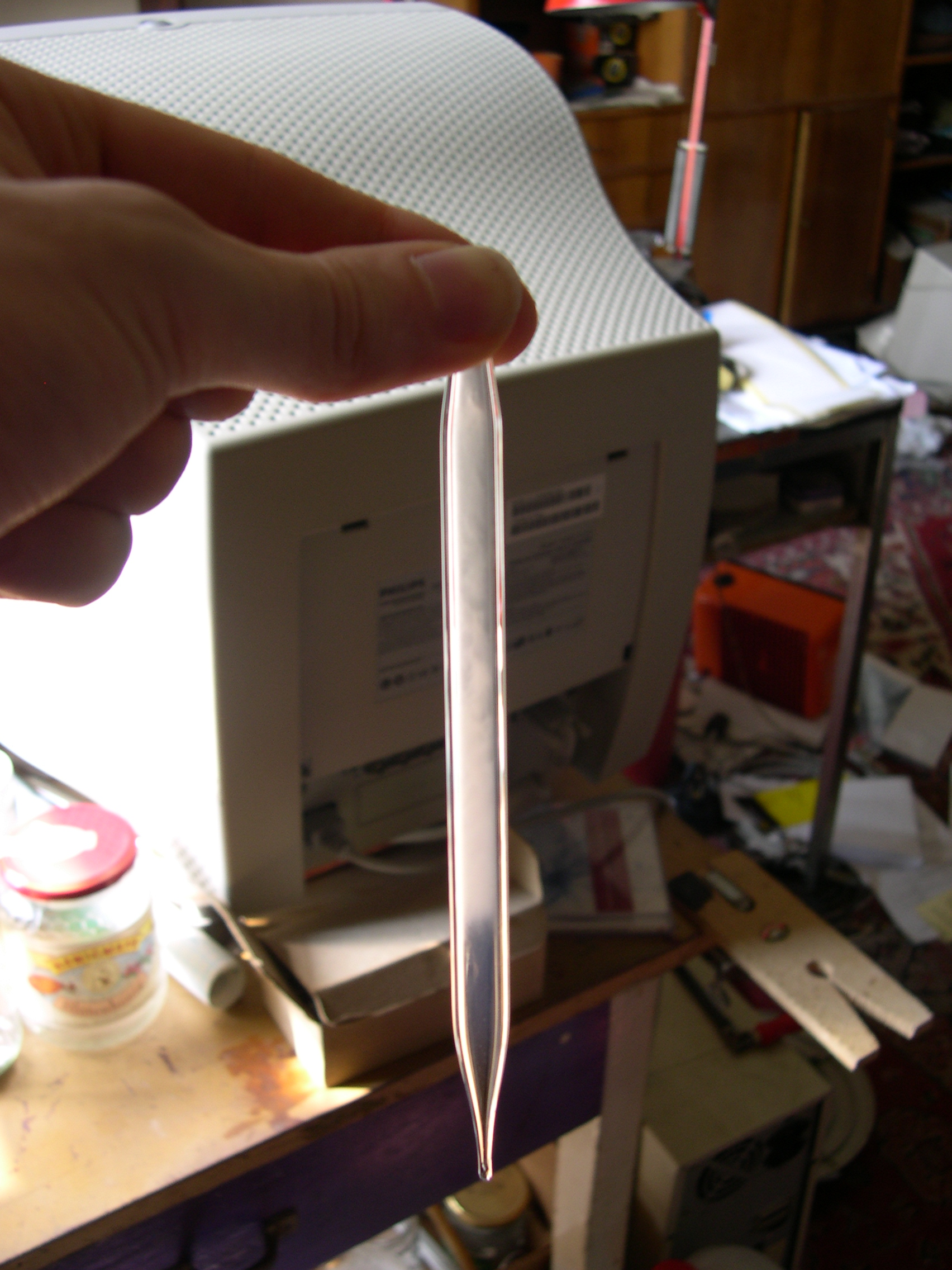
Диоксид углерода при охлаждении от сверхкритической до критической температуры.

## История
Впервые явление критического состояния вещества было обнаружено в 1822 году Шарлем Каньяром де Ла-Туром, а в 1860 году повторно открыто Д. И. Менделеевым. Систематические исследования начались с работ Томаса Эндрюса. Практически явление критической точки можно наблюдать при нагревании жидкости, частично заполняющей запаянную трубку. По мере нагрева мениск постепенно теряет свою кривизну, становясь всё более плоским, а при достижении критической температуры перестает быть различимым. Существование критических точек растворимости обнаружено (1876) В. Ф. Алексеевым.
| Вещество         | {\displaystyle T_{crit}} | {\displaystyle P_{crit}} | {\displaystyle V_{crit}} |
| ---------------- | ------------------------ | ------------------------ | ------------------------ |
| Единицы          | Кельвины                 | Атмосферы                | см³/моль                 |
| Водород          | 33,0                     | 12,8                     | 61,8                     |
| Кислород         | 154,8                    | 50,1                     | 74,4                     |
| Ртуть            | 1750                     | 1500                     | 44                       |
| Этанол           | 516,3                    | 63,0                     | 167                      |
| Диоксид углерода | 304,2                    | 72,9                     | 94,0                     |
| Вода             | 647                      | 218,3                    | 56                       |
| Азот             | 126,25                   | 33,5                     | 90,1                     |
| Аргон            | 150,86                   | 48,1                     |                          |
| Бром             | 588                      | 102                      |                          |
| Гелий            | 5,19                     | 2,24                     |                          |
| Йод              | 819                      | 116                      |                          |
| Криптон          | 209,45                   | 54,3                     |                          |
| Ксенон           | 289,73                   | 58                       |                          |
| Метан            | 190,65                   | 45,8                     |                          |
| Мышьяк           | 1673                     |                          |                          |
| Неон             | 44,4                     | 27,2                     |                          |
| Радон            | 378                      |                          |                          |
| Селен            | 1766                     |                          |                          |
| Сера             | 1314                     |                          |                          |
| Фосфор           | 994                      |                          |                          |
| Фтор             | 144,3                    | 51,5                     |                          |
| Хлор             | 416,95                   | 76                       |                          |

## Критические точки растворимости
Критические точки существуют не только для чистых веществ, но и, в некоторых случаях, для их смесей и определяют параметры потери устойчивости смеси (с разделом фаз) — раствор (одна фаза). С увеличением температуры взаимная растворимость ограниченно растворимых жидкостей в большинстве случаев возрастает (как, например, в системе вода — фенол). При достижении верхней критической точки растворимости на диаграмме состояния (именуемой в данном случае кривой расслоения, см. рисунок), то есть определенной температуры, называемой верхней критической температурой растворимости, жидкости полностью смешиваются друг с другом. (Для системы вода — фенол критическая температура составляет 68,8 °C. Выше этой температуры фенол и вода растворяются друг в друге в любых пропорциях). Реже встречаются системы, в которых с понижением температуры взаимная растворимость компонентов увеличивается, то есть системы с нижней критической температурой растворимости (нижней критической точкой растворимости, см. рисунок). К таким системам относится, например, смесь вода — триэтиламин (нижняя критическая температура 19,1 °C).
Известны системы с двумя критическими точками растворимости — верхней и нижней; обычно в таких системах нижняя критическая точка находится под верхней, как, например, в системе вода — никотин. На диаграмме растворимости смеси бензол — сера нижняя критическая точка расположена над верхней (см. рисунки). Зачастую кривая расслоения смеси не может проявиться полностью из-за кипения либо кристаллизации (см. внешнее изображение 2). На внешнем изображении 3 приведены примеры сложных фазовых диаграмм с верхней и нижней критическими точками расслоения. Внешние изображения 4 и 5 содержат дополнительные примеры критических кривых.
Фазовые переходы в критических точках растворимости, где взаимная растворимость компонентов становится неограниченной, представляют собой частные случаи фазовых переходов второго рода. Они не сопровождаются тепловыми эффектами и скачками удельного объёма.
Моноизотопный газ при критической температуре неограниченно сжимается до перекрытия электронных оболочек соседних атомов без роста давления.